# Coasta de Aur
Coasta de Aur  („Gold Coast Colony“) a fost între anii 1878-1957 o colonie britanică din Africa de Vest, situată la Golful Guinea, care în 1957, împreună cu Protectoratul britanic Togo, și-a câștigat independența devenind Republica Ghana.

## Etimologia numelui
Denumirea de Coasta de Aur, se referă la regiunea cuprinsă între gurile de vărsare ale râurilor Ankober și Volta, iar numele se datorează faptului că s-a găsit aur conform documentelor istorice portugheze și engleze, în mai multe locuri din interiorul regiunii.